# 8582 Kazuhisa
A 8582 Kazuhisa (ideiglenes jelöléssel 1997 AY) a Naprendszer kisbolygóövében található aszteroida. Kobajasi Takao fedezte fel 1997. január 2-án.